# Чадыр
Чадыр (рум. Ceadîr) — село в Леовском районе Молдавии. Относится к сёлам, не образующим коммуну.

## География
Село расположено на высоте 120 метров над уровнем моря.

## Население
По данным переписи населения 2004 года, в селе Чадыр проживает 1213 человека (603 мужчины, 610 женщин).
Этнический состав села:
| Национальность | Число жителей | Процентный состав |
| -------------- | ------------- | ----------------- |
| молдаване      | 1199          | 98.85             |
| болгары        | 13            | 1.07              |
| украинцы       | 1             | 0.08              |
| Всего          | 1213          | 100%              |